# Bengaluru Football Club 2023-2024
Questa voce raccoglie le informazioni riguardanti il Bengaluru nelle competizioni ufficiali della stagione 2023-2024.

## Maglie e sponsor
| Casa | Trasferta | Terza |

## Organico

### Rosa
| N. |                        | Ruolo | Calciatore            |
| -- | ---------------------- | ----- | --------------------- |
| 1  | India (bandiera)       | P     | Gurpreet Singh Sandhu |
| 2  | India (bandiera)       | C     | Parag Shrivas         |
| 3  | India (bandiera)       | D     | Chinglensana Singh    |
| 4  | Australia (bandiera)   | D     | Aleksandar Jovanović  |
| 6  | Paesi Bassi (bandiera) | D     | Keziah Veendorp       |
| 7  | Australia (bandiera)   | C     | Ryan Dale Williams    |
| 8  | India (bandiera)       | C     | Suresh Singh Wangjam  |
| 9  | Inghilterra (bandiera) | A     | Curtis Main           |
| 10 | Spagna (bandiera)      | C     | Javi Hernández        |
| 11 | India (bandiera)       | A     | Sunil Chhetri         |
| 13 | India (bandiera)       | P     | Amrit Gope            |
| 14 | India (bandiera)       | D     | Jessel Carneiro       |
| 16 | India (bandiera)       | C     | Shankar Sampingiraj   |
| 18 | India (bandiera)       | C     | Rohit Kumar           |
| 19 | India (bandiera)       | A     | Holicharan Narzary    |
| 21 | Danimarca (bandiera)   | A     | Oliver Drost          |

| N. |                       | Ruolo | Calciatore           |
| -- | --------------------- | ----- | -------------------- |
| 23 | Montenegro (bandiera) | D     | Slavko Damjanović    |
| 24 | India (bandiera)      | A     | Rohit Danu           |
| 25 | India (bandiera)      | C     | Namgyal Bhutia       |
| 27 | India (bandiera)      | D     | Nikhil Poojari       |
| 29 | India (bandiera)      | A     | Ashish Jha           |
| 32 | India (bandiera)      | C     | Naorem Roshan Singh  |
| 33 | India (bandiera)      | P     | Vikram Lahkbir Singh |
| 35 | India (bandiera)      | A     | Salam Johnson Singh  |
| 37 | India (bandiera)      | C     | Amay Morajkar        |
| 39 | India (bandiera)      | A     | Sivasakthi Narayanan |
| 41 | India (bandiera)      | A     | Monirul Molla        |
| 44 | India (bandiera)      | C     | Robin Yadav          |
| 45 | India (bandiera)      | C     | Lalremtluanga Fanai  |
| 49 | India (bandiera)      | C     | Harsh Patre          |
| 51 | India (bandiera)      | D     | Chingambam Sing      |

### Staff tecnico
- Gerard Zaragoza - Allenatore
- Neil McDonald - Vice allenatore
- Renedy Singh - Vice allenatore
- Andy Beasley - Allenatore portieri

## Calciomercato
| Acquisti | Acquisti              | Acquisti    | Acquisti      |
| R.       | Nome                  | da          | Modalità      |
| -------- | --------------------- | ----------- | ------------- |
| P        | Gurpreet Singh Sandhu |             |               |
| P        | Vikram Lahkbir Singh  | Aizawl      | Definitivo    |
| P        | Amrit Gope            |             |               |
| D        | Jessel Carneiro       |             | Svincolato    |
| D        | Slavko Damjanović     |             | Svincolato    |
| D        | Aleksandar Jovanović  |             |               |
| D        | Shankar Sampingiraj   |             | Svincolato    |
| D        | Keziah Veendorp       |             | Svincolato    |
| D        | Chingambam Sing       | Bengaluru B | Definitivo    |
| C        | Suresh Singh Wangjam  |             |               |
| C        | Rohit Kumar           |             |               |
| C        | Javi Hernández        |             |               |
| C        | Ajay Chhetri          | Punjab FC   | Fine prestito |
| C        | Shankar Sampingiraj   |             | Svincolato    |
| C        | Ryan Dale Williams    | Perth Glory | Definitivo    |
| C        | Parag Shrivas         |             |               |
| C        | Namgyal Bhutia        |             |               |
| C        | Naorem Roshan Singh   |             |               |
| C        | Amay Morajkar         |             |               |
| C        | Robin Yadav           | Bengaluru B | Prestito      |
| C        | Harsh Patre           | Bengaluru B | Prestito      |
| C        | Lalremtluanga Fanai   | Bengaluru B | Prestito      |
| A        | Holicharan Narzary    | Hyderabad   | Definitivo    |
| A        | Rohit Danu            | Hyderabad   | Definitivo    |
| A        | Faisal Ali            | Mohammedan  | Fine prestito |
| A        | Salam Johnson Singh   | TRAU        | Definitivo    |
| A        | Curtis Main           | St. Mirren  | Definitivo    |
| A        | Ashish Jha            |             |               |
| A        | Sivasakthi Narayanan  |             |               |
| A        | Sunil Chhetri         |             |               |
| A        | Monirul Molla         | Bengaluru B | Prestito      |

| Cessioni | Cessioni           | Cessioni           | Cessioni   |
| R.       | Nome               | a                  | Modalità   |
| -------- | ------------------ | ------------------ | ---------- |
| P        | Lara Sharma        | Kerala Blasters    | Prestito   |
| P        | Sharon Padattil    |                    | Svincolato |
| D        | Sandesh Jhingan    | FC Goa             | Definitivo |
| D        | Prabir Das         | Kerala Blasters    | Definitivo |
| D        | Wungngayam Muirang | Jamshedpur         | Definitivo |
| C        | Pablo Pérez        |                    | Svincolato |
| C        | Bruno Ramires      |                    | Svincolato |
| C        | Leon Augustine     |                    | Svincolato |
| C        | Akashdeep Singh    | Bengaluru B        | Definitivo |
| C        | Ajay Chhetri       | East Bengal        | Definitivo |
| C        | Biswa Darjee       |                    | Svincolato |
| A        | Thoi Singh         |                    | Svincolato |
| A        | Udanta Singh       | FC Goa             | Definitivo |
| A        | Prince Ibara       |                    | Svincolato |
| A        | Roy Krishna        |                    | Svincolato |
| A        | Jayesh Rane        | Mumbai City        | Prestito   |
| A        | Harmanpreet Singh  |                    | Svincolato |
| A        | Damait Lyngdoh     |                    | Svincolato |
| A        | Edmund Lalrindika  | Inter Kashi        | Prestito   |
| A        | Bidyashagar Singh  | Kerala Blasters    | Definitivo |
| A        | Faisal Ali         | Churchill Brothers | Definitivo |

### Mercato invernale
| Acquisti | Acquisti           | Acquisti  | Acquisti   |
| R.       | Nome               | da        | Modalità   |
| -------- | ------------------ | --------- | ---------- |
| D        | Chinglensana Singh | Hyderabad | Definitivo |
| D        | Nikhil Poojari     | Hyderabad | Definitivo |
| A        | Oliver Drost       | Helsingør | Definitivo |

| Cessioni | Cessioni    | Cessioni | Cessioni   |
| R.       | Nome        | a        | Modalità   |
| -------- | ----------- | -------- | ---------- |
| A        | Curtis Main | Dundee   | Definitivo |

### Cambio di allenatore
| Allenatore in uscita | Motivo      | Dal           | Fino al         | Allenatore in entrata | A partire dal    |
| -------------------- | ----------- | ------------- | --------------- | --------------------- | ---------------- |
| Simon Grayson        | Rescissione | 8 giugno 2022 | 9 dicembre 2023 | Gerard Zaragoza       | 14 dicembre 2023 |

## Risultati

### Indian Super League
| Arbitro: | Rahul Gupta |

|                                            |           |                 |
| Keziah Veendorp 52’ (A.g.) Adrián Luna 68’ | Marcatori | 90’ Curtis Main |

| Calcutta 27 settembre 2023, ore 16:30 UTC+5:30 2ª giornata | Mohun Bagan SG | 1 – 0 referto | Bengaluru | Salt Lake Stadium |
| \| \| \| \| \| Hugo Boumous 67’ \| Marcatori \| \|         |                |               |           |                   |
|                                                            |                |               |           |                   |
| Hugo Boumous 67’                                           | Marcatori      |               |           |                   |

| Arbitro: | Nathan S. |

|                                             |           |                         |
| Sunil Chhetri 21’ (Rig.) Javi Hernández 72’ | Marcatori | 15’ Naorem Mahesh Singh |

| Arbitro: | Kundu H. |

|                                                                       |           |                                         |
| Lalthathanga Khawlhring 23’ Isak Vanlalruatfela 45’ Amey Ranawade 60’ | Marcatori | 8’ Sunil Chhetri 18’ Ryan Dale Williams |

| Bengaluru 25 ottobre 2023, ore 16:30 UTC+5:30 5ª giornata | Bengaluru | 0 – 0 referto | FC Goa | Sree Kanteerava Stadium |

| Arbitro: | Venkatesh R. |

|                    |           |                        |
| Mohammad Yasir 35’ | Marcatori | 58’ Ryan Dale Williams |

| Guwahati 26 novembre 2023, ore 15:30 UTC+5:30 7ª giornata                             | NorthEast Utd | 1 – 1 referto            | Bengaluru | Indira Gandhi Athletic Stadium |
| \| \| \| \| \| Aleksandar Jovanović 45+4’ \| Marcatori \| 36’ (Rig.) Sunil Chhetri \| |               |                          |           |                                |
|                                                                                       |               |                          |           |                                |
| Aleksandar Jovanović 45+4’                                                            | Marcatori     | 36’ (Rig.) Sunil Chhetri |           |                                |

| Arbitro: | Mohamed J. |

|                                                      |           |                                                             |
| Harsh Patre 21’ Curtis Main 45+1’ Javi Hernández 67’ | Marcatori | 19’ Nikhil Prabhu 26’ Dīmītrīs Chatzīīsaias 30’ Luka Majcen |

| Arbitro: | Nathan S. |

|  |           | |
|  | Marcatori | 11’ Abdenasser El Khayati 30’ Akash Mishra 57’ (Rig.) Jorge Pereyra Díaz 61’ (Rig.) Lallianzuala Chhangte |

| Arbitro: | Kumar A. |

|                                                      |           |  |
| Rafael Crivellaro 6’ (Rig.) Jordan Murray 50’ (Rig.) | Marcatori |  |

| Arbitro: | Kumar Gupta R. |

|                            |           |                           |
| Sivasakthi Narayanan 90+5’ | Marcatori | 86’ (Rig.) Néstor Albiach |

| Arbitro: | Mondal P. |

|                           |           |  |
| Javi Hernández 44’ (Rig.) | Marcatori |  |

| Arbitro: | Banerjee P. |

|                              |           |  |
| Vikram Partap Singh 42’, 58’ | Marcatori |  |

| Delhi 3 febbraio 2024, ore 12:30 UTC+5:30 14ª giornata                                                                 | Punjab FC | 3 – 1 referto     | Bengaluru | Jawaharlal Nehru Stadium |
| \| \| \| \| \| Wilmar Jordán Gil 23’ Luka Majcen 72’ Prasanth Karuthadathkuni 78’ \| Marcatori \| 15’ Sunil Chhetri \| |           |                   |           |                          |
| |           |                   |           |                          |
| Wilmar Jordán Gil 23’ Luka Majcen 72’ Prasanth Karuthadathkuni 78’                                                     | Marcatori | 15’ Sunil Chhetri |           |                          |

| Arbitro: | John C. |

|                        |           |  |
| Ryan Dale Williams 62’ | Marcatori |  |

| Arbitro: | Purkayastha A. |

|                    |           |                          |
| Javier Siverio 70’ | Marcatori | 14’ Suresh Singh Wangjam |

| Arbitro: | Mondal P. |

|                                             |           |                    |
| Javi Hernández 71’ Sivasakthi Narayanan 87’ | Marcatori | 80’ Ramhlunchhunga |

| Arbitro: | Venkatesh R. |

|                    |           |  |
| Javi Hernández 89’ | Marcatori |  |

| Arbitro: | John C. |

|                                            |           |                    |
| Odei Onaindia 22’ Boris Singh Thangjam 81’ | Marcatori | 2’ Chingambam Sing |

| Bengaluru 30 marzo 2024, ore 12:30 UTC+5:30 20ª giornata | Bengaluru | 0 – 0 referto | Odisha | Sree Kanteerava Stadium\| Arbitro: \| Kundu H. \| |
| Arbitro:                                                 | Kundu H.  |               |        |                                                   |

| Arbitro: | Nagvenkar T. |

|                                          |           |                          |
| Saúl Crespo 19’ (Rig.) Cleiton Silva 73’ | Marcatori | 60’ (Rig.) Sunil Chhetri |

| Arbitro: | Kumar Gupta R. |

|  |           |                                                                        |
|  | Marcatori | 18’ Héctor Yuste 51’ Manvir Singh 54’ Anirudh Thapa 60’ Armando Sadiku |

#### Andamento in campionato
| Giornata  | 1 | 2 | 3 | 4 | 5  | 6 | 7 | 8 | 9 | 10 | 11 | 12 | 13 | 14 | 15 | 16 | 17 | 18 | 19 | 20 | 21 | 22 |
| --------- | - | - | - | - | -- | - | - | - | - | -- | -- | -- | -- | -- | -- | -- | -- | -- | -- | -- | -- | -- |
| Luogo     | T | T | C | T | C  | T | T | C | C | T  | C  | C  | T  | T  | C  | T  | C  | C  | T  | C  | T  | C  |
| Risultato | P | P | V | P | N  | N | N | N | P | P  | N  | V  | P  | P  | V  | N  | V  | V  | P  | N  | P  | P  |
| Posizione | 8 | 9 | 9 | 9 | 10 | 8 | 8 | 9 | 9 | 9  | 10 | 9  | 9  | 10 | 9  | 8  | 8  | 6  | 7  | 8  | 9  | 10 |

Legenda:

Luogo: C = Casa; T = Trasferta. Risultato: V = Vittoria; N = Pareggio; P = Sconfitta.

### Super Cup
| Bhubaneswar 12 gennaio 2024, ore 15:00 UTC+5:30 1ª giornata | Odisha    | 1 – 0 referto | Bengaluru | Kalinga Stadium (4 251 spett.) |
| \| \| \| \| \| Ahmed Jahouh 21’ \| Marcatori \| \|          |           |               |           |                                |
|                                                             |           |               |           |                                |
| Ahmed Jahouh 21’                                            | Marcatori |               |           |                                |

| Bhubaneswar 17 gennaio 2024, ore 09:30 UTC+5:30 2ª giornata | FC Goa    | 1 – 0 referto | Bengaluru | Kalinga Stadium (70 spett.) |
| \| \| \| \| \| Brandon Fernandes 90+3’ \| Marcatori \| \|   |           |               |           |                             |
|                                                             |           |               |           |                             |
| Brandon Fernandes 90+3’                                     | Marcatori |               |           |                             |

| Bhubaneswar 22 gennaio 2024, ore 09:30 UTC+5:30 3ª giornata                | Bengaluru | 1 – 1 referto         | Inter Kashi | Kalinga Stadium |
| \| \| \| \| \| Javi Hernández 58’ \| Marcatori \| 15’ Edmund Lalrindika \| |           |                       |             |                 |
|                                                                            |           |                       |             |                 |
| Javi Hernández 58’                                                         | Marcatori | 15’ Edmund Lalrindika |             |                 |

#### Andamento nel girone
| Giornata  | 1 | 2 | 3 |  |
| --------- | - | - | - |  |
| Luogo     | T | T | C |  |
| Risultato | P | P | N |  |
| Posizione | 3 | 3 | 3 |  |

Legenda:

Luogo: C = Casa; T = Trasferta. Risultato: V = Vittoria; N = Pareggio; P = Sconfitta.

### Durand Cup
| Calcutta 18 agosto 2023, ore 15:30 UTC+5:30 1ª giornata                                                        | Bengaluru | 2 – 2 referto                           | Kerala Blasters | Salt Lake Stadium |
| \| \| \| \| \| Edmund Lalrindika 38’ Ashish Jha 52’ \| Marcatori \| 14’ Emmanuel Justine 84’ Mohammed Aimen \| |           |                                         |                 |                   |
| |           |                                         |                 |                   |
| Edmund Lalrindika 38’ Ashish Jha 52’                                                                           | Marcatori | 14’ Emmanuel Justine 84’ Mohammed Aimen |                 |                   |

| Calcutta 14 agosto 2023, ore 14:30 UTC+5:30 2ª giornata                   | Bengaluru | 1 – 1 referto   | Indian Air Force | Salt Lake Stadium |
| \| \| \| \| \| Salam Johnson Singh 58’ \| Marcatori \| 20’ Vivek Kumar \| |           |                 |                  |                   |
|                                                                           |           |                 |                  |                   |
| Salam Johnson Singh 58’                                                   | Marcatori | 20’ Vivek Kumar |                  |                   |

| Calcutta 22 agosto 2023, ore 14:30 UTC+5:30 3ª giornata          | Bengaluru | 2 – 0 referto | Gokulam Kerala | Salt Lake Stadium |
| \| \| \| \| \| Robin Yadav 58’ Lalpekhlua 89’ \| Marcatori \| \| |           |               |                |                   |
|                                                                  |           |               |                |                   |
| Robin Yadav 58’ Lalpekhlua 89’                                   | Marcatori |               |                |                   |

#### Andamento nel girone
| Giornata  | 1 | 2 | 3 |  |
| --------- | - | - | - |  |
| Luogo     | C | C | C |  |
| Risultato | N | N | V |  |
| Posizione | 2 | 2 | 2 |  |

Legenda:

Luogo: C = Casa; T = Trasferta. Risultato: V = Vittoria; N = Pareggio; P = Sconfitta.